# 반재원
반재원(1981년 ~ )은 대한민국의 판타지 소설, 라이트 노벨 작가이다.

## 소설
- 《오라전대 피스메이커》 (삽화 : Eika)
- 《퍼스트 블레이드 류》 (삽화 : Eika)
- 《스트레이》 (삽화 : Eika)
- 《초인동맹에 어서 오세요》 (삽화 : Eika)
- 《오라전대 피스메이커 RB》 (삽화 : Eika)